# Caloundra
Caloundra ([kəˈlaʊndrʌ]) ist die südlichste Stadt an der Sunshine Coast in Queensland, Australien. Caloundra hatte 2022 etwa 100.000 Einwohner und befindet sich etwa eine Stunde nördlich vom Geschäftszentrum (CBD – City Business District) von Brisbane. Bis zum Flughafen Brisbane sind es etwa 45 Minuten. 

## Geografie

### Klima
|                       | Jan   | Feb   | Mär   | Apr   | Mai   | Jun  | Jul   | Aug  | Sep  | Okt  | Nov   | Dez   |   |         |
| Mittl. Tagesmax. (°C) | 27,6  | 27,2  | 26,4  | 24,6  | 22,2  | 19,8 | 19,3  | 20,3 | 22,3 | 24,1 | 25,4  | 27,0  | ⌀ | 23,8    |
| Mittl. Tagesmin. (°C) | 21,4  | 21,2  | 19,9  | 17,4  | 14,9  | 11,7 | 10,8  | 11,6 | 14,0 | 16,5 | 18,5  | 20,3  | ⌀ | 16,5    |
|                       |       |       |       |       |       |      |       |      |      |      |       |       |   |         |
| Niederschlag (mm)     | 176,7 | 207,6 | 184,5 | 183,5 | 183,2 | 98,6 | 115,8 | 55,7 | 42,6 | 99,2 | 141,0 | 136,1 | Σ | 1.624,5 |
|                       |       |       |       |       |       |      |       |      |      |      |       |       |   |         |
| Regentage (d)         | 14,5  | 17,0  | 15,8  | 14,3  | 14,9  | 9,5  | 9,1   | 8,0  | 7,3  | 10,0 | 12,0  | 11,3  | Σ | 143,7   |

| 21,4 |

| 21,2 |

| 19,9 |

| 17,4 |

| 14,9 |

| 11,7 |

| 10,8 |

| 11,6 |

| 14,0 |

| 16,5 |

| 18,5 |

| 20,3 |

| 21,4 |

| 21,2 |

| 19,9 |

| 17,4 |

| 14,9 |

| 11,7 |

| 10,8 |

| 11,6 |

| 14,0 |

| 16,5 |

| 18,5 |

| 20,3 |

## Infrastruktur

### Straße
Die Caloundra Road fungiert als Zubringer für den einige Kilometer landeinwärts gelegenen Bruce Highway (M1), der hier als vierspurige Autobahn ausgebaut ist und auf sechs Spuren erweitert werden soll. Er verbindet die Stadt mit Brisbane im Süden und Maryborough beziehungsweise Hervey Bay im Norden.

## Vororte

### Urbane Vororte
von Süden nach Norden:
- Golden Beach und Pelican Waters sind die südlichsten Vororte der Stadt Caloundra.
- Little Mountain ist der westlichste Vorort Caloundras.
- Caloundra liegt an der Küste und zentral zur Stadt Caloundra.
- Currimundi und Aroona werden geprägt durch Wohnhäuser und Parks.
- Wurtulla, Bokarina und Warana sind Wohngebiete entlang des Nicklin Way.
- Kawana Island liegt westlich von Warana und entwickelte sich zu einem Wohngebiet.
- Kawana Waters ist der größte Vorort der nördlichen Vororte.
- Buddina liegt am Mooloolah River und ist vor allem unter Surfern sehr beliebt.
- Minyama liegt am Mooloolah River und ist der nördlichste Vorort Caloundras.

### Nichturbane Vororte (Hinterland)
- Beerburrum ist der südlichste Vorort der nicht urbanen Vororte.
- Glass House Mountains, ein Bergland, in dem sich der Glass-House-Mountains-Nationalpark befindet.
- Beerwah mit dem Australia Zoo.
- Maleny
- Landsborough
- Mooloolah
- Meridan Plains
- Glenview

## Strände
- Strände mit geringem Seegang:
  - Golden Beach
  - Bulcock Beach
  - Shelly Beach
  - Moffat Beach

- Strände mit stärkerem Seegang (zum Surfen geeignet):
  - Happy Valley
  - Kings Beach
  - Shelly Beach
  - Moffat Beach
  - Dicky Beach

## Sonstiges
- Im Dialekt der Aborigines bedeutet Kalowendah (Caloundra) Ort der Buche.
- Bulcock Beach und die Hauptstraße von Caloundra, Bulcock Street, wurden beide nach dem Politiker Robert Bulcock aus Brisbane benannt. Im Jahr 1875 kaufte Bulcock 277 Ar in der Region, welche heute Caloundra umfasst.
- Jährlich findet eines von drei australischen Tennis-Challenger-Turnieren in Caloundra statt.[4]
- In Caloundra findet jährlich im September oder Oktober das Caloundra Music Festival statt.[5]